# Album FIDE
Gli album FIDE sono pubblicazioni dell'organo coordinatore a livello mondiale degli scacchi, la FIDE, che, attraverso la PCCC  (Permanent Commission for Chess Composition), pubblica i migliori problemi e studi di scacchi relativi ad un determinato periodo (solitamente tre anni). 

## Storia
Il primo album FIDE, relativo al triennio 1956-1958, fu pubblicato nel 1961 e conteneva 661 composizioni. I problemi e studi composti nel periodo 1914-1944 sono stati pubblicati, in tre album, dal 1972 al 1975. L'ultimo album, relativo agli anni 1998-2000, è stato pubblicato in ottobre 2007. Sono stati pubblicati finora 19 album FIDE.

## Punteggio
Un gruppo di tre giudici valuta la qualità dei problemi o studi presentati e ciascun giudice può assegnare da 0 a 4 punti; se la somma è di almeno 8 punti la composizione viene pubblicata sull'album. Per ogni problema pubblicato viene assegnato un punto, mentre per ogni studio 1,67 punti. Quando un determinato compositore raggiunge 12 punti gli viene accordato il titolo per la composizione di Maestro FIDE. Occorrono 25 punti per diventare Maestro internazionale e 70 punti per diventare Grande Maestro.

Attualmente sono previste nove categorie di composizioni, ciascuna con tre giudici: 
- Due mosse
- Tre mosse
- Più mosse
- Studi
- automatti
- aiutomatti in due mosse
- aiutomatti in più di due mosse
- Problemi Fairy (con pezzi e/o regole eterodosse)
- retroanalisi e problemi matematici

## Classifica a punti dei compositori
Sono riportate le prime 20 posizioni dell'ultima classifica ufficiale (2011).
| Compositore          | Paese                | Punti  |
| -------------------- | -------------------- | ------ |
| Petko Petkov         | Bulgaria             | 369,75 |
| Michel Caillaud      | Francia              | 244,92 |
| Hans Peter Rehm      | Germania             | 214,03 |
| Valentyn Rudenko     | Ucraina              | 200,92 |
| Jakov Vladimirov     | Russia               | 197,00 |
| Henrik K'asparyan    | Armenia              | 175,83 |
| Živko Janevski       | Macedonia del Nord   | 172,50 |
| Eeltje Visserman     | Paesi Bassi          | 170,00 |
| Milan Vukcevich      | Stati Uniti          | 162,67 |
| Fadil Abdurahmanović | Bosnia ed Erzegovina | 153,08 |
| David Gurgenidze     | Georgia              | 153,06 |
| Viktor Čepižnij      | Russia               | 147,42 |
| Vladimir Bron        | Russia               | 146,83 |
| Lev Loshinskij       | Russia               | 142,86 |
| Mychajlo Marandjuk   | Ucraina              | 129,00 |
| György Bakcsi        | Ungheria             | 124,17 |
| Bo Lindgren          | Svezia               | 117,81 |
| Emilian Dobrescu     | Romania              | 116,00 |
| Nenad Petrović       | Croazia              | 115,95 |
| Aleksandr Kuzovkov   | Russia               | 114,17 |